# Площад Венеция
Площад „Венеция“ се намира непосредствено до Римските форуми.
Тук през 15 век е издигнат дворецът „Венеция“ в стил ранен Ренесанс. Сега дворецът е музей с богата колекция от картини, брюкселски килими, гоблени и сервизи от фин порцелан. Тук се помещава и библиотеката на Института по история на изкуството.
На площада е издигнат и паметникът на Виктор Емануел II, обединил Италия през 1870 г. Паметникът е построен от Джузепе Сакони от 1885 г. до 1911 г. и е висок 81 m.